# زکریا گریچ
زکریا گریچ (انگلیسی: Zakaria Grich؛ زادهٔ ۹ ژوئن ۱۹۹۶) بازیکن فوتبال اهل فرانسه است.